# Lietsland
Lietsland, Leidtsland, Ließland,  of Letsland (1595) was een landtong of hoge kwelder in de Dollard waarop in 1628 de vesting Nieuweschans of Langeakkerschans werd gebouwd. De kwelder was eigendom van het kerspel Bunde (hoewel de naburige dorpen er ook rechten konden laten gelden), maar werd door troepen van de Staten Generaal bezet.
De naam is vermoedelijk afgeleid van het riviertje de Lethe en keert terug in plaatsnamen als Dunelee ('duinen langs de Lethe') en Leebrouck ('moerasland langs de Lethe'). Op het Lietsland lagen die Lange Ackeren (ca. 1605), waarnaar de vesting is genoemd.
De kroniek van pastor Oldeborch uit Bunde verhaalt in 1595 over de overlast door stropende wolven op Lietsland. Ubbo Emmius tekende als eerste het Leidslandt op zijn Dollardkaart van 1595.